# Оранжева
Ора́нжева (Оранж, Сінкд; англ. Orange River, нід. Oranje Rivier) — найдовша річка в Південній Африці, протікає територією ПАР, Лесото та Намібії. Завдяки своїй протяжності є сьомою за рахунком на Африканському континенті. Довжина річки становить 2200 км. Площа басейну становить 1020 тис. км².
У XIX ст. на берегах річки розпочалася Алмазна лихоманка.

## Течія
Починається в масиві Монт-о-Сурс у Драконових горах на висоті понад 3000 м як Сенку. Уся верхня течія знаходиться в межах Лесото. Вийшовши з території Лесото, річка протікає глибокою долиною, а опісля злиття з річкою Вааль — по плато Кап. Середня течія служить кордоном між адміністративними одиницями ПАР Вільною Країною та Північною і Східнокапською провінціями. Останні 800 км річка протікає пустельною місцевістю Високого Велда, де втрачає багато запасів води й вужчає. Тут вона приймає лише кілька пересихаючих приток та вадів.
Нижня ділянка (550 км) формує природний кордон між Південною Африкою та Намібією. До приокеанської низовини річка, після злиття з Хартбіс, спускається кількома водоспадами — Хандред та Ауграбіс. Останній простягається на кілька км і падіння його при цьому становить 146 м. По низовині Оранжева протікає в ущелині, а останні 97 км — по рівнині. Гирло річки має бистрини та піщані відмілини, що утруднює судноплавство.

## Характеристика
Оскільки верхня течія знаходиться високо в горах, тому взимку вона замерзає. У нижній течії річка в літній сезон пересихає, але після злив рівень її стрімко підвищується. Паводки в період листопад — березень, зимова межень у період липень — серпень. Витрати стрімко змінюються з року в рік. Пересічні витрати води становлять 800 м³/с. Річний стік — 25 км³. Твердий стік — 153 млн тонн.
На території Лесото річка називається Сенку, середня течія має також назву — Гарієп, Грут. Річка названа на честь правлячої в Нідерландах Оранської династії учасником голландської експедиції 1777 року Р. Дж. Гордоном.

## Використання
Хоча річка й не протікає через великі та значні міста, вона відіграє важливу роль в економіці країни. Оранжева повністю несудноплавна. У середній течії річку використовують для виробництва електроенергії. Тут збудовані дві великі греблі: Гарієп (найбільша в ПАР) та Ван-дер-Клуф, гідровузли Хендрік-Фервурд та Ле-Ру (біля міста Пітрусвілл), тунель завдовжки 82 км від водосховища Хендрік-Фервурд до верхів'я Великої рибної річки. Воду з рівнинної ділянки річки використовують для зрошування. У басейні створено кілька іригаційних систем: Вааль-Хартс та Ріт.
Притоки: Каледон, Вааль, Фіш, Молопо (праві). Міста на річці: Алівал-Норт, Приска, Апінгтон.